# Bessenbach (Fluss)
Der Bessenbach ist ein linker Zufluss der Aschaff in den Landkreisen Miltenberg und Aschaffenburg im Spessart in Unterfranken. Er entspringt oberhalb von Oberbessenbach als Kirschlingsbach.

## Name
Der Name entstammt dem althochdeutschen Wort bach und dem Personennamen Basso oder Bessa. Der Bach gab der Gemeinde Bessenbach, durch die er fließt, ihren Namen.

## Geographie

### Verlauf
Der Kirschlingsbach entspringt oberhalb von Oberbessenbach am Nordwesthang der Hohen Wart (433 m). Nach etwa einem Kilometer Fließstrecke trägt er den Namen Bessenbach. Dieser durchfließt die Ortschaften Ober- und Straßbessenbach. Dort mündet ihm sein größter Zufluss, der Morsbach von links zu. In Keilberg wird er unter den Werkshallen der SAF-HOLLAND GmbH hindurch geleitet. Nördlich des Ortes fließt er an der A 3 Anschlussstelle Bessenbach/Waldaschaff in die Aschaff.

### Zuflüsse
- Streilbach (rechts)
- Morsbach (links)
- Geiersbach (links)
- Michelbach (rechts)
- Auerbach (rechts)

### Flusssystem Aschaff
- Fließgewässer im Flusssystem Aschaff

## Einzelnachweise

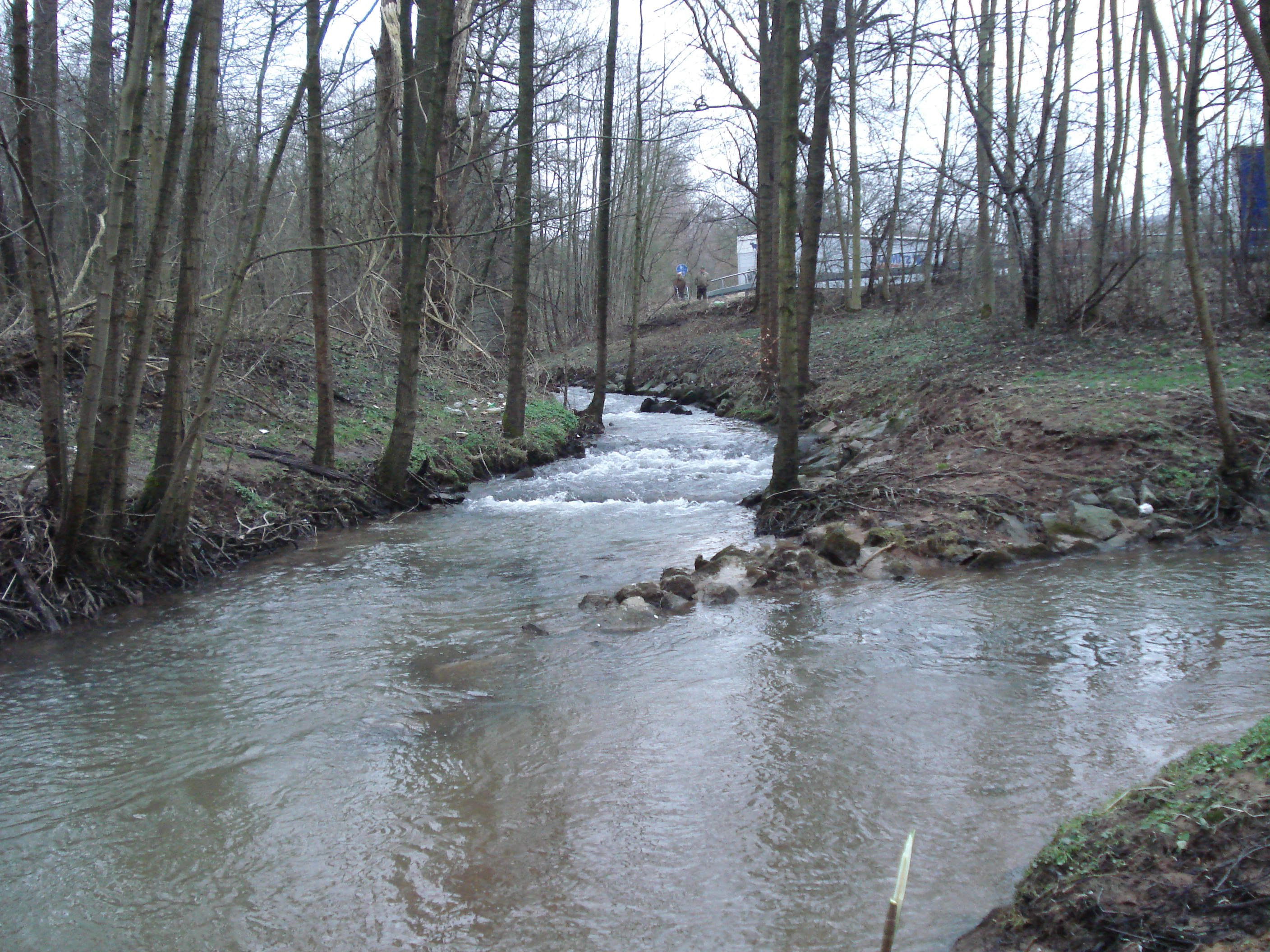
Die Mündung des Bessenbaches (rechts) in die Aschaff (links)